# Damjana
Damjana je žensko osebno ime.

## Izvor imena
Damjana je ženska oblika imena Damjan.

## Različice imena
Damiana, Damijana, Damijanca, Damjanca, Damjanka 

## Pogostost imena
Po podatkih Statističnega urada Republike Slovenije je bilo na dan 31. decembra 2007 v Sloveniji število ženskih oseb z imenom Damjana: 1.520.

## Osebni praznik
Osebe z imenom Damajana  godujejo takrat kot Damjani, to je 26. septembra.